# Knee Deep in the Hoopla
Knee Deep in the Hoopla è il primo album in studio del gruppo rock Starship (derivato dai Jefferson Starship), pubblicato nel 1985.

## Tracce
1. We Built This City – 4:53 (Bernie Taupin, Martin Page, Dennis Lambert, Peter Wolf)
2. Sara – 4:48 (Ina Wolf, P. Wolf)
3. Tomorrow Doesn't Matter Tonight – 3:41 (Steven Cristol, Robin Randall)
4. Rock Myself to Sleep – 3:24 (Kimberley Rew, Vince De la Cruz)
5. Desperate Heart – 4:04 (Randy Goodrum, Michael Bolton)
6. Private Room – 4:51 (Craig Chaquico, Mickey Thomas)
7. Before I Go – 5:11 (David Roberts)
8. Hearts of the World (Will Understand) – 4:21 (Stephen Broughton Lunt, Arthur Stead)
9. Love Rusts – 4:57 (Taupin, Page)